# Lalubuilana
Der Lalubuilana ist ein Fluss im Osten Osttimors.

## Verlauf
Der Lalubuilana entspringt im Grenzgebiet zwischen den Sucos Ililai (Verwaltungsamt Lautém, Gemeinde Lautém) und Saelari (Verwaltungsamt Laga, Gemeinde Baucau). Der Lalubuilana fließt nach Norden entlang des Grenzverlaufs, bis er schließlich in die Straße von Wetar mündet. Außerhalb der Regenzeit fällt der Fluss trocken.